# リュック・ラングロワ
リュック・ラングロワは、カナダの著名な哲学者で、ラヴァル大学の哲学教授。 彼は8年間この大学の哲学学部長だった。

## 人生
1963年にカナダで生まれた。 彼はカナダの小学校と高校に通っていた。

## 教育
彼は1985年にラヴァル大学で哲学学士号を取得し、1986年に同大学の哲学修士号を授与され、パリに移り、ソルボンヌ大学で修士号を取得した。
1987年に彼は同じ大学の哲学の修士号を取得し、1991年に哲学の博士号を取得した。ラングロワはラヴァル大学の法学部で学士号を取得している。

## 哲学学部長
リュック・ラングロワ 2002年から2010年の間、ラヴァル大学の哲学学部長だった。

## 大学での指導
彼はラヴァル大学の哲学学部に現代哲学を教えている。 彼の専門知識は、ドイツ近代哲学（ライプニッツ、カント、フィヒテ、ドイツ理想主義、新カント主義）、批判理論（ハベルマス）、ハイデガーにある。

## 学術書の作成と翻訳
彼はいくつかの学術書を哲学に書いている。 また、ドイツ語からフランス語まで、いくつかの哲学書を翻訳している。

## 賞と栄誉
- Ordre des PalmesAcadémiques、2006
- カナダ哲学協会（英語版）会長、2006-2007
- 対話 作家と編集者：カナダの哲学的レビュー、2013年〜2018年